# Itako
Pour l’article homonyme, voir Itako (Ibaraki).

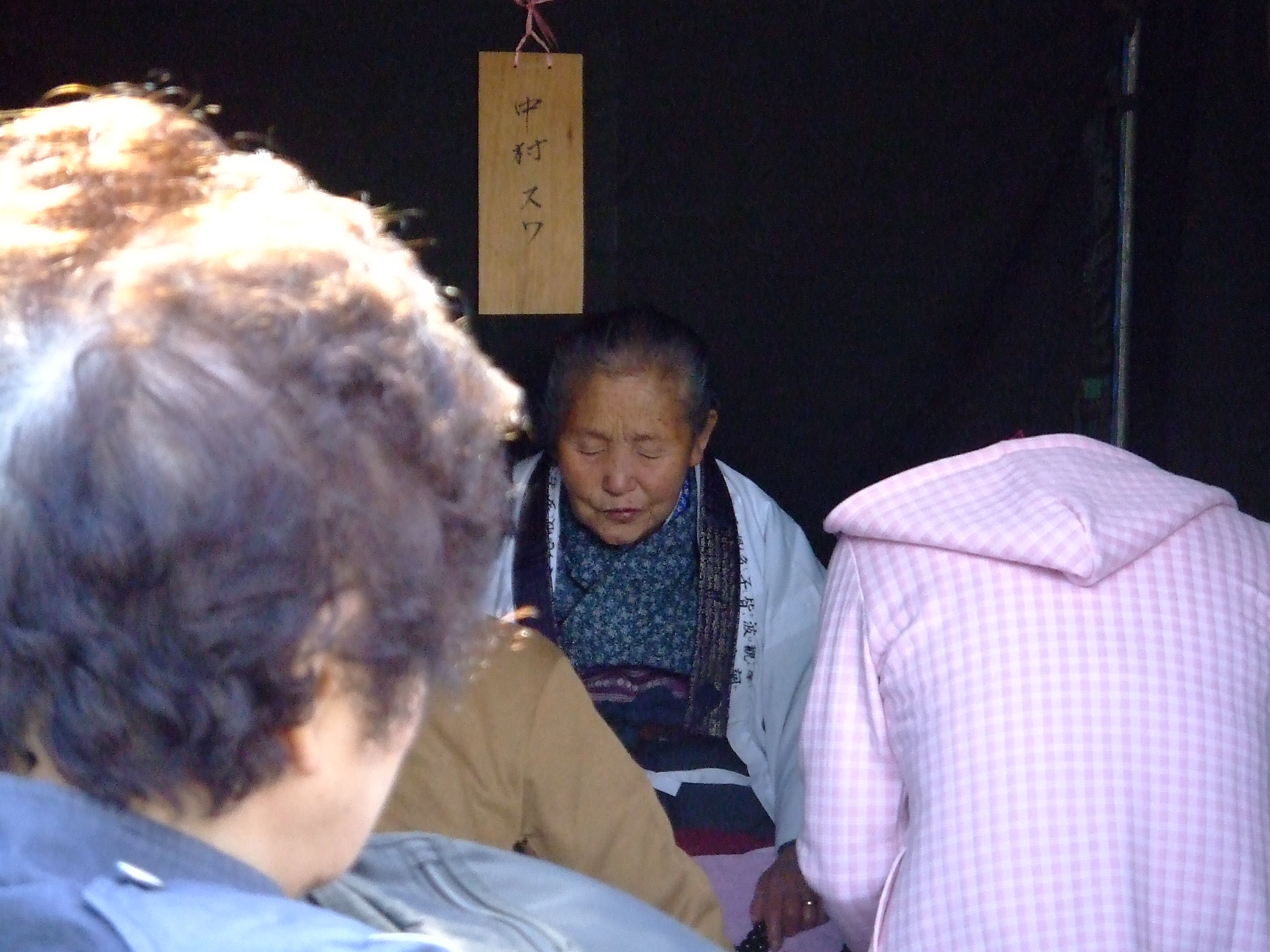
Itako au festival d'automne du mont Osore en 2006

Les itako sont des chamanes de la préfecture d'Aomori (région de Tōhoku, nord du Japon), souvent aveugles. Elles pratiquent notamment un rituel par lequel elles se laissent posséder par l'âme des morts afin de servir d’intermédiaires avec les vivants.

## Histoire
L'origine des itako remonterait aux environs de 1770, durant l'époque d'Edo. Une chamane aveugle appelée Taiso-bā vivait dans la région de Nanbu (est de la préfecture d'Aomori). Elle transmit ses techniques à Chōrinbō, un yamabushi, et à sa femme aveugle, Takadate-bā. Chōrinbō et Takadate-bā transmirent à leur tour ces techniques à des femmes aveugles et organisèrent la fonction d'itako.
Les itako se sont par la suite multipliées dans l'est et l'ouest (appelé Tsugaru) de la préfecture d’Aomori. Entre le milieu des années 1950 et le milieu des années 1970, on comptait plusieurs dizaines d’itako dans le Nanbu.
En 2023, il n'existait plus que quelques itako traditionnelles, et une seule itako aveugle, âgée de 90 ans.

## Rôle
Les itako avaient jadis le rôle de conseillères locales. Elles proposaient aux femmes de leur communauté des services de conseil autour des relations entre belle-fille et belle-mère, des relations conjugales ou encore des questions de santé ; conseils qu'elles tiraient des êtres spirituels (kami et hotoke).
Elles sont surtout connues aujourd'hui pour leur pratique du kuchiyose (口寄せ, littéralement « bouche à bouche », ou « celle qui ramène les paroles »). Le kuchiyose est un rituel qui permet à ces chamanes de faire descendre en elles les âmes des morts, après les avoir invoquées par le chant. Elles peuvent alors recevoir leurs paroles, et les transmettre par leur bouche aux vivants qui viennent leur en faire la demande.

## Formation
Le métier d'itako est traditionnellement réservé aux femmes aveugles. Les itako se forment en entrant comme apprenties pendant plusieurs années chez une maîtresse itako. Elles obtiennent ainsi un odaiji, une sorte de permis de pratiquer, et un chapelet de perles irataka.
L’odaiji est un tube en bambou qui contient un extrait de sutra, qu'elles accrochent dans le dos pour éloigner les mauvais esprits. L’irataka est constitué de perles mais aussi de défenses de sanglier et de bois de cerf pour éloigner les mauvais esprits, ainsi que d'anciennes pièces de monnaie. Ces pièces représentent le prix du bac sur la rivière Sanzu qui marque la limite de l'au-delà.

## Culture populaire
Dans le manga Shaman king, Anna Kyōyama est une itako, capable de faire réapparaitre les morts, qu'ils soient sur terre ou dans les cieux, grâce à un collier de 108 ou 1 080 perles.